# Jerusalém Ocidental

Mapa de Jerusalém, onde a parte Ocidental aparece em azul claro

Jerusalém Ocidental refere-se à parte de Jerusalém, que permaneceu sob o controle de Israel depois da guerra árabe-israelense de 1948, cujas linhas de cessar-fogo delimitam a fronteira com o resto da cidade, que estava então sob controle da Jordânia. Vários países ocidentais, como Reino Unido e Estados Unidos, reconhecem de facto a autoridade israelense, mas evitam o reconhecimento de jure.

## História

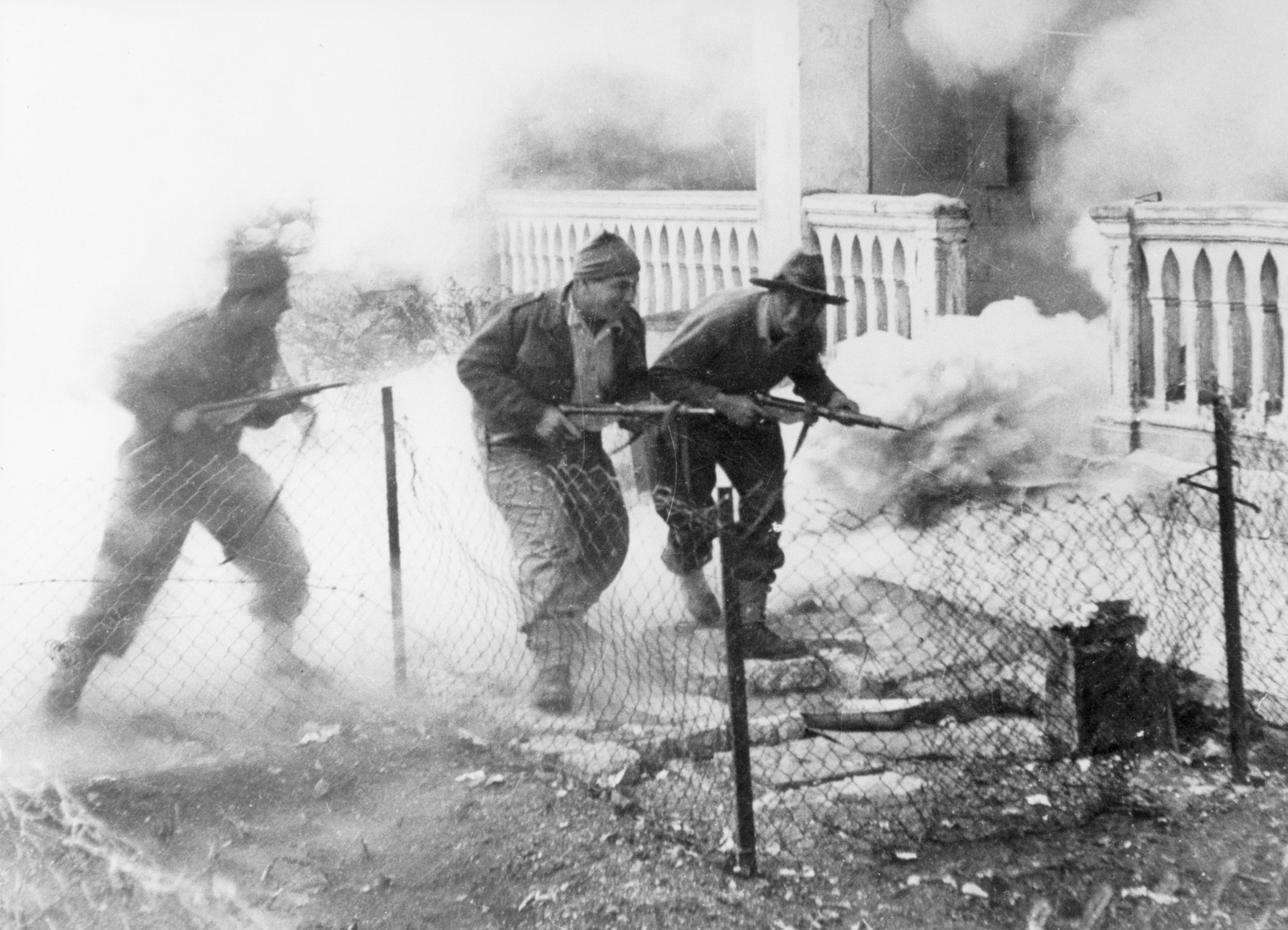
Soldados do Palmach atacam o mosteiro de São Simão em Katamon, Jerusalém, em abril de 1948

### Divisão em 1948
O Plano de Partilha das Nações Unidas para a Palestina fez de Jerusalém e uma cidade internacional.
Após a guerra árabe-israelense de 1948, Jerusalém foi dividida em duas partes: a parte ocidental, povoada principalmente por judeus, ficou sob domínio israelense, enquanto Jerusalém Oriental ficou sob domínio jordaniano e era habitada principalmente por muçulmanos e cristãos palestinos.
Árabes que vivem em tais bairros de Jerusalém Ocidental, como Katamon ou Malha, foram forçados a sair; o mesmo destino se abateu sobre os judeus nas áreas orientais, incluindo a Cidade Antiga de Jerusalém e Silwan. Quase 70% da área de Jerusalém Ocidental no período pré-mandato era propriedade de palestinos, o que tornou difícil para os palestinos expulsos de aceitar o controle de Israel na parte ocidental. O Knesset (parlamento israelense) aprovou leis para transferir esta terra árabe a organizações judaicas israelenses.
A única área oriental da cidade que permaneceu em mãos israelenses ao longo dos 19 anos de domínio jordaniano foi Monte Scopus, que formava um enclave durante esse período e, portanto, não era considerado parte de Jerusalém Oriental.

### Capital de Israel
Israel estabeleceu Jerusalém Ocidental como a sua capital em 1950. O governo israelense precisava investir pesadamente para criar empregos e iniciou a construção de novos escritórios do governo, uma nova universidade, a Grande Sinagoga e o prédio do Knesset. Jerusalém Ocidental ficou coberto pela Lei Administrativa de 1948, sujeitando Jerusalém Ocidental à jurisdição israelense.

### Reunificação
Durante a Guerra dos Seis Dias em 1967, Israel capturou o lado oriental da cidade e toda a Cisjordânia. Ao longo dos anos seguintes, o seu controle permanecem tênue, visto que a comunidade internacional recusava-se a reconhecer a autoridade israelense e os próprios israelenses não sentiam-se seguros com isto.
Em 1980, o governo de Israel anexou Jerusalém Oriental e reunificou a cidade, mas a comunidade internacional rejeitou este ato. A população de Jerusalém em grande parte ainda era segregada pela divisão leste/oeste da cidade. A cidade maior contém duas populações que são "quase completamente economicamente e politicamente segregadas ... cada um interagindo com seu distrito central de negócios separado", análise de suporte que a cidade manteve-se duocêntrica, ao contrário da estrutura monocêntrica tradicional.